# Итальянцы в Бразилии

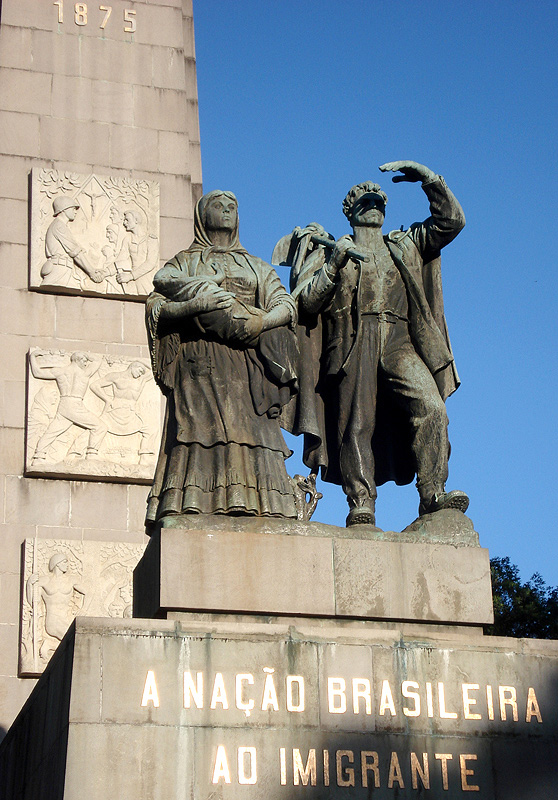
Памятник итальянским иммигрантам в городе Кашиас-ду-Сул.

Итальянцы в Бразилии (итал. Italo-Brasiliano, порт. Ítalo-Brasileiro) — жители Бразилии с полным или частичным итальянским происхождением. По оценкам, 25-36 миллионов бразильцев имеют итальянское происхождение, это одно из самых больших поселений итальянцев за пределами Италии.

## Итальянцы в Бразилии

### Этническая принадлежность итальянцев в Бразилии
Италобразильцы — четвёртая по численности этническая группа в Бразилии, сразу после португалобразильцев, афробразильцев и бразильцев индейского происхождения. Итальянские фамилии часто встречаются среди бразильцев.
Хотя итальянцы становились жертвами предрассудков в первые десятилетия, а также подвергались преследованию во время Второй мировой войны, им удалось органично вписаться в бразильское общество.
Бразильцы итальянского происхождения принимают активное участие во всех аспектах общественной жизни. Многие бразильские политики, футболисты, артисты и модели имеют итальянские корни. Среди италобразильцев есть губернаторы штатов, конгрессмены, мэры и послы. Три президента Бразилии имели итальянское происхождение (хотя, как ни странно, все они не были избраны, а заняли пост в силу необходимости): Паскуал Раньери Мадзилли (временный президент), Итамар Франку (избран вице-президентом, занял пост президента после отречения предыдущего от власти) и Эмилиу Гаррастазу Медиси (генерал, занимавший пост президента в период военного режима). Медиси также имел баскские корни. Известен также клан магнатов Матараццо, основателем которого был Франческо Матараццо

### Гражданство
Согласно бразильской Конституции, любой родившийся в Бразилии автоматически приобретает бразильское гражданство. Кроме того, многие родившиеся в Италии прошли натурализацию после поселения в Бразилии. В последнее время значительная часть италобразильцев в свою очередь получила итальянское гражданство в качестве второго, не теряя таким образом бразильского. Итальянские законы позволяют лицам итальянского происхождения на определённых условиях получить гражданство, не требуя проживания в Италии и беглого знания итальянского языка.

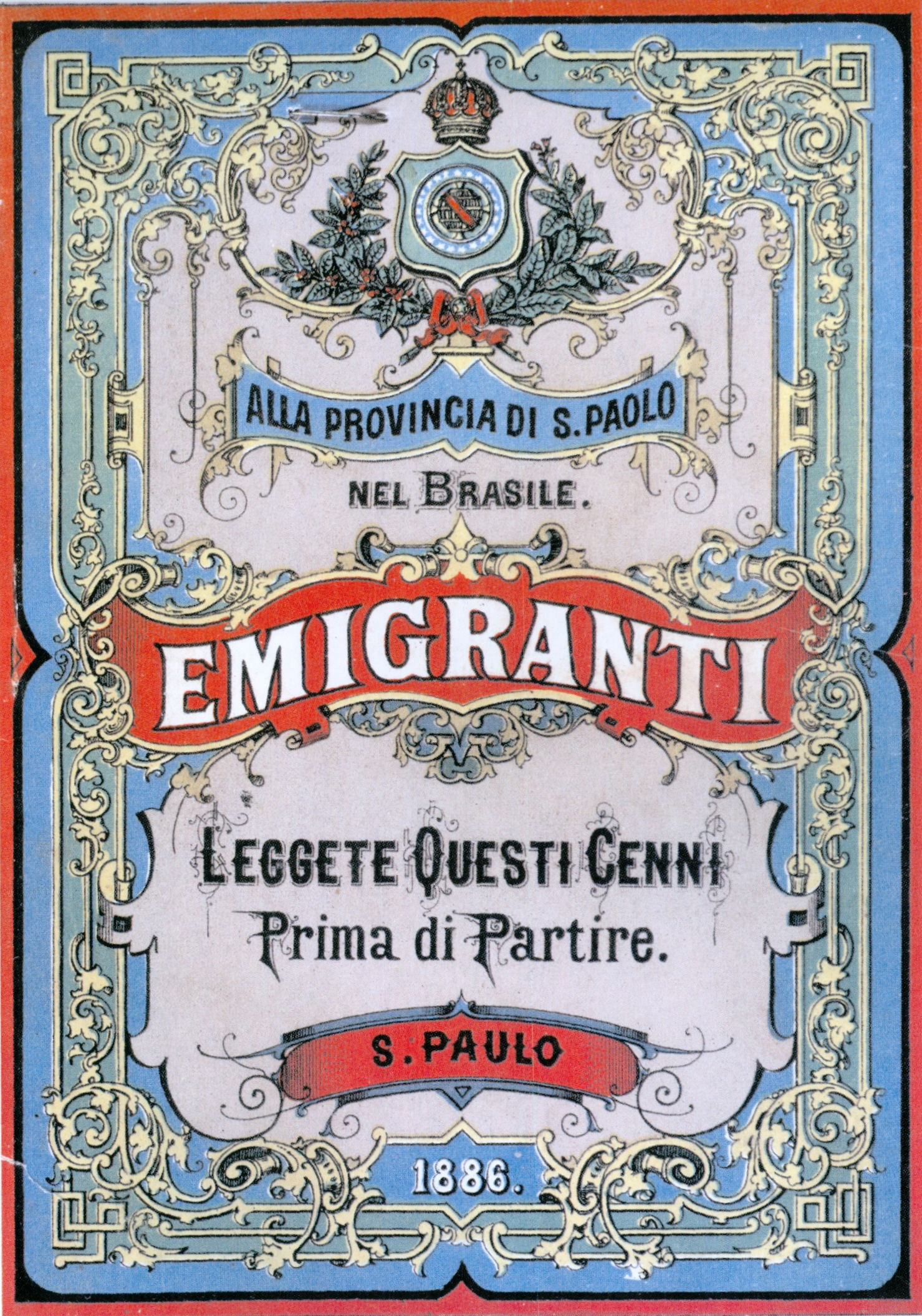
«To the Province of S. Paulo, in Brazil. Immigrants: read these hints before leaving. S. Paulo, 1886».

## История итальянской иммиграции в Бразилию

### Итальянский кризис концаXIX века

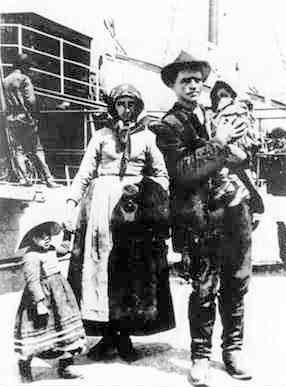
Семья итальянских эмигрантов.

Итальянское независимое государство сформировалось лишь в 1861 году. До этого момента Италия была политически разделена на несколько королевств и малых государств. Это был больше географический регион и культурно-языковая область (Апеннинский полуостров) более или менее единая в языке. Этот факт сильно повлиял на характер итальянской эмиграции. «До 1914 года типичным итальянским мигрантом был человек без чёткой национальной идентичности, но с сильной привязанностью к родным местам, куда и возвращалось около половины мигрантов.» Чувство национальной итальянской идентичности и принадлежности к единой этнической группе возникло у эмигрантов позже, уже в Бразилии.
В XIX веке многие итальянцы мигрировали из-за политического преследования, в основном после неудачи революционных движений 1848 и 1861 годов. Эти образованные группы эмигрантов оставили глубокий след на местах их поселения в Бразилии. Наиболее известными в Бразилии итальянцами в этот период были Джузеппе Гарибальди и Либеро Бадаро. Несмотря на это, массовая итальянская иммиграция, оказавшая значительное влияние на культуру Бразилии наряду с португальской и немецкой, началась только после объединения Италии.
В последней четверти XIX века вновь объединённая Италия переживает экономический кризис. В северных регионах возникает безработица в связи с введением новых технологий в сельском хозяйстве, в то время как Южная Италия остаётся слаборазвитой и нетронутой модернизацией аграрных структур. Развитость итальянских регионов была очень неравной, многие находились на начальной стадии, до сих пор присутствовала высокая неграмотность населения (хотя более на юге, чем на севере страны). Таким образом, бедность и отсутствие рабочих мест стимулировали северных (и отчасти южных) итальянцев эмигрировать в Бразилию (а также в другие страны, такие как Аргентина и США). Большинство итальянских иммигрантов были очень бедными крестьянами-фермерами.

### Бразилия нуждается в иммигрантах

#### Нехватка рабочих рук

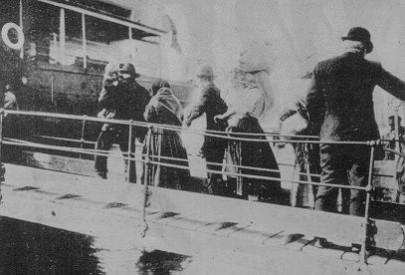
Посадка итальянцев на корабль в Бразилию, 1910.

В 1850 году, под давлением Англии, в Бразилии наконец был принят закон о запрете международной работорговли. Исполнение этого закона было очень нерегулярным вначале (откуда происходит бразильское выражение «para inglês ver» — показывает англичанам, что закон есть, но на самом деле он не выполняется). Но растущее давление за отмену смертной казни, с другой стороны, даёт понять, что времена рабства в Бразилии подошли к концу. Масштабы работорговли действительно сокращаются, но остатки системы рабства будут проявляться ещё не один год. Таким образом, европейская иммиграция в Бразилию становится важным вопросом для бразильских землевладельцев. Последние утверждали, что такие мигранты вскоре станут жизненно необходимы бразильскому сельскому хозяйству. Они оказались правы, и вскоре Бразилия приняла первую волну иммиграции.
В 1878 году на «Конгрессе по сельскому хозяйству» в Рио-де-Жанейро обсуждалась нехватка рабочих рук, и в качестве решения правительству предлагалось простимулировать европейскую иммиграцию в Бразилию. Иммигранты из Италии, Португалии и Испании были признаны наиболее предпочтительными, поскольку были белыми, и, преимущественно, католиками. Таким образом, бразильское правительство начало привлекать итальянских иммигрантов на работу на кофейных плантациях.

#### Проект «Отбеливание»

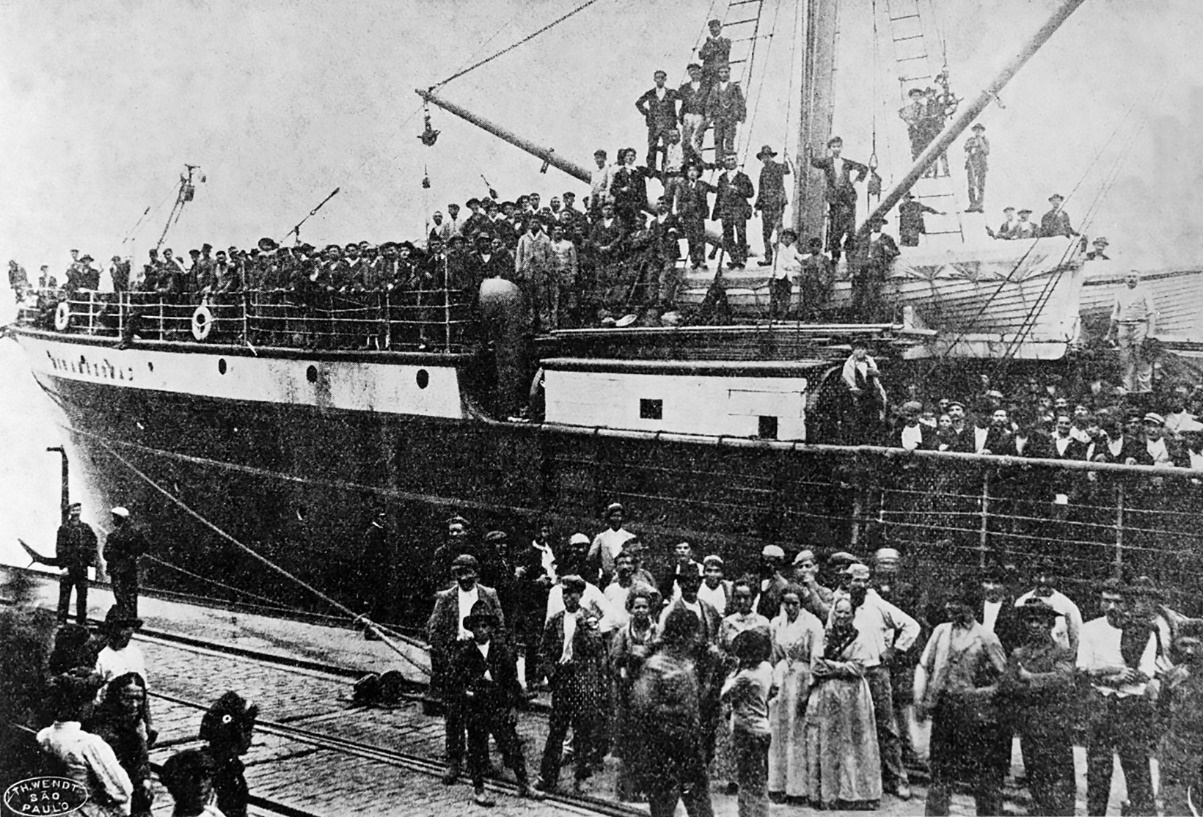
Корабль с итальянскими иммигрантами в порту Сантус: 1907. Большинство мигрантов прибыли в бразильский штат Сан-Паулу через морские ворота Бразилии — порт Сантус. Таким образом, большая часть иммигрантов из Италии, независимо от их конечного назначения, прошли через порт Сантус.

В конце XIX века бразильское правительство находилось под влиянием евгенических теорий. По мнению учёных, эмигранты из Европы были необходимы для «улучшения» населения Бразилии. В 1889 году были изданы законы, запрещающие въезд азиатских иммигрантов, ситуация поменялась только с «Законом об иммиграции» 1907 года.
Растущее количество европейских иммигрантов убедило некоторых учёных, что в течение нескольких десятилетий чернокожие в Бразилии исчезнут через смешанные браки.
28 июля 1921 года уполномоченные Андраде Безерра и Чинчинато Брага предложили закон, первая статья которого гласила: «Запрещается иммиграция в Бразилию лиц чёрной расы». 22 октября 1923 года уполномоченный Фиделис Рейс выпустил очередной проект закона о въезде иммигрантов, пятая статья которого гласила: «Запрещается въезд представителей чёрной расы в Бразилию, а въезд азиатов разрешается в количестве 5 % от текущего количества жителей Бразилии азиатского происхождения в год […]».
В 1945 году правительство Бразилии издало постановление в пользу европейской иммиграции в страну: «Въезд иммигрантов необходим для сохранения и развития этнического состава населения с помощью более высоких возможностей, которые предоставляет европейское происхождение мигрантов».

### Первые итальянские поселения в Бразилии

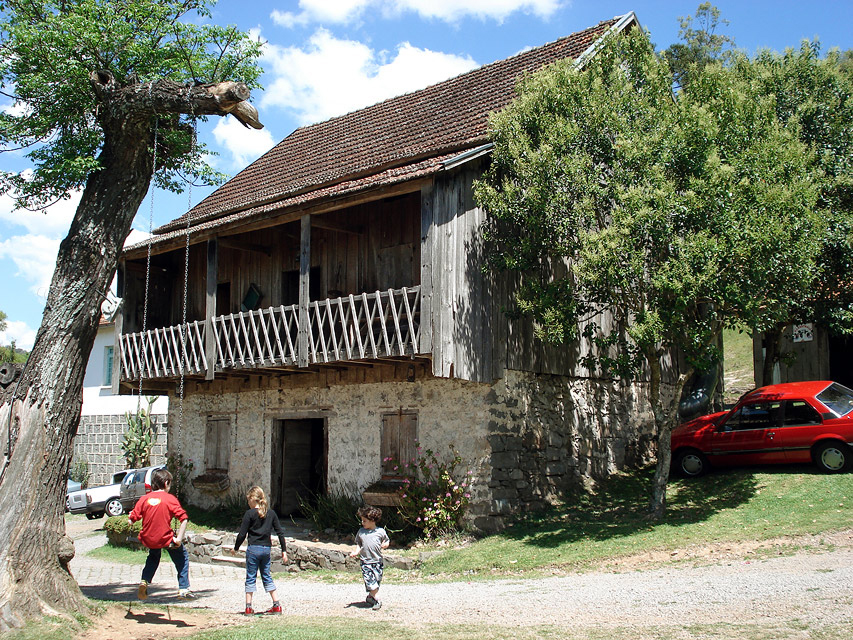
Дом, построенный итальянскими иммигрантами в XIX веке, Кашиас-ду-Сул, Риу-Гранди-ду-Сул.

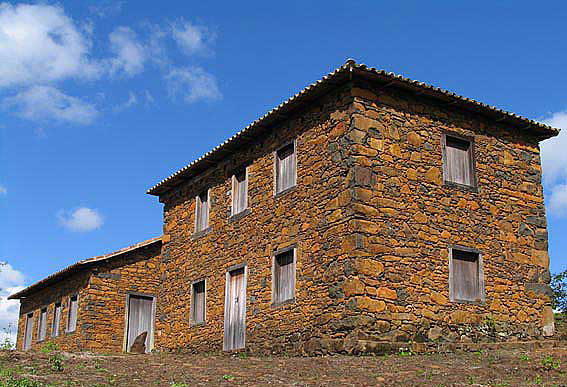
Каменный дом в Новой Венезе, штат Санта-Катарина, один из памятников итальянской иммиграции.

Увеличение итальянской иммиграции в Бразилию произошло после 1850 года, когда принятие закона, запрещающего международную работорговлю, создало дефицит рабочей силы. Тогда бразильское правительство, возглавляемое императором Педру II, применило политику открытых дверей по отношению к европейским иммигрантам. Первые колонии иммигрантов (colônias de imigrantes) были созданы при поддержке императора ещё в начале XIX века. Эти колонии были основаны в сельской местности на юге страны, заселены европейскими семьями, в основном немецкими иммигрантами. Там же впоследствии были основаны поселения итальянцев.
Первые группы итальянцев прибыли в 1875 году, однако период бума пришёлся на самый конец XIX века, между 1880 и 1900 годами, когда прибыло почти миллион итальянских мигрантов.
Большое количество итальянцев прошли натурализацию в Бразилии в конце XIX века, когда «Великая натурализация» предоставляла гражданство всем иммигрантам, прибывшим до 15 ноября 1889 года, «если они не заявили желания сохранить своё изначальное гражданство в течение шести месяцев».
В последние годы XIX века в прессе увеличилось количество сообщений о плохих условиях в Бразилии. Реагируя на шум в прессе и большое количество доказанных случаев жестокого обращения с итальянскими иммигрантами, в 1902 году правительство Италии издало указ, запрещающий выезд эмигрантов в Бразилию. В результате этого число итальянских мигрантов резко сократилось в начале XX века, хотя периодические волны продолжались до 1920 года.
Более половины итальянских иммигрантов прибыло из северных областей Италии: Венеция (около 30 %), Ломбардии, Тосканы и Эмилия-Романья. С другой стороны, в XX веке преобладала эмиграция из центральной и южной Италии, в частности из Кампании, Абруццо, Молизе, Базиликаты и Сицилии.

### Южная Бразилия

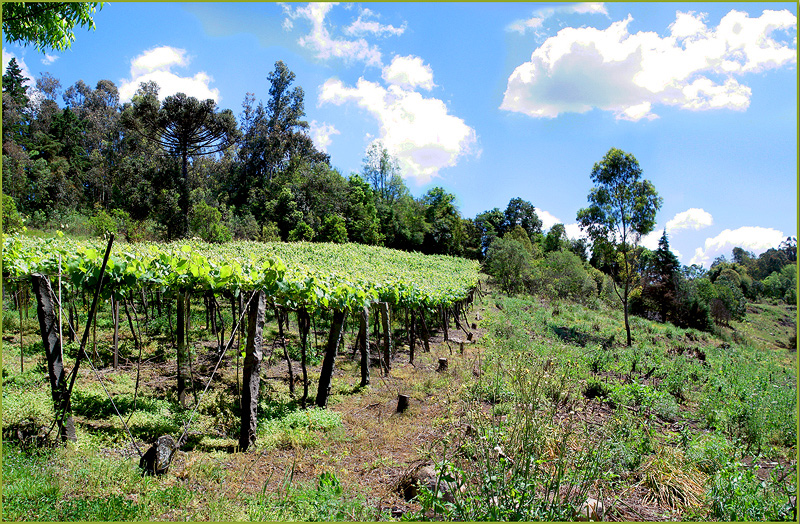
Производство вина итальянцами в Кашиас-ду-Сул.

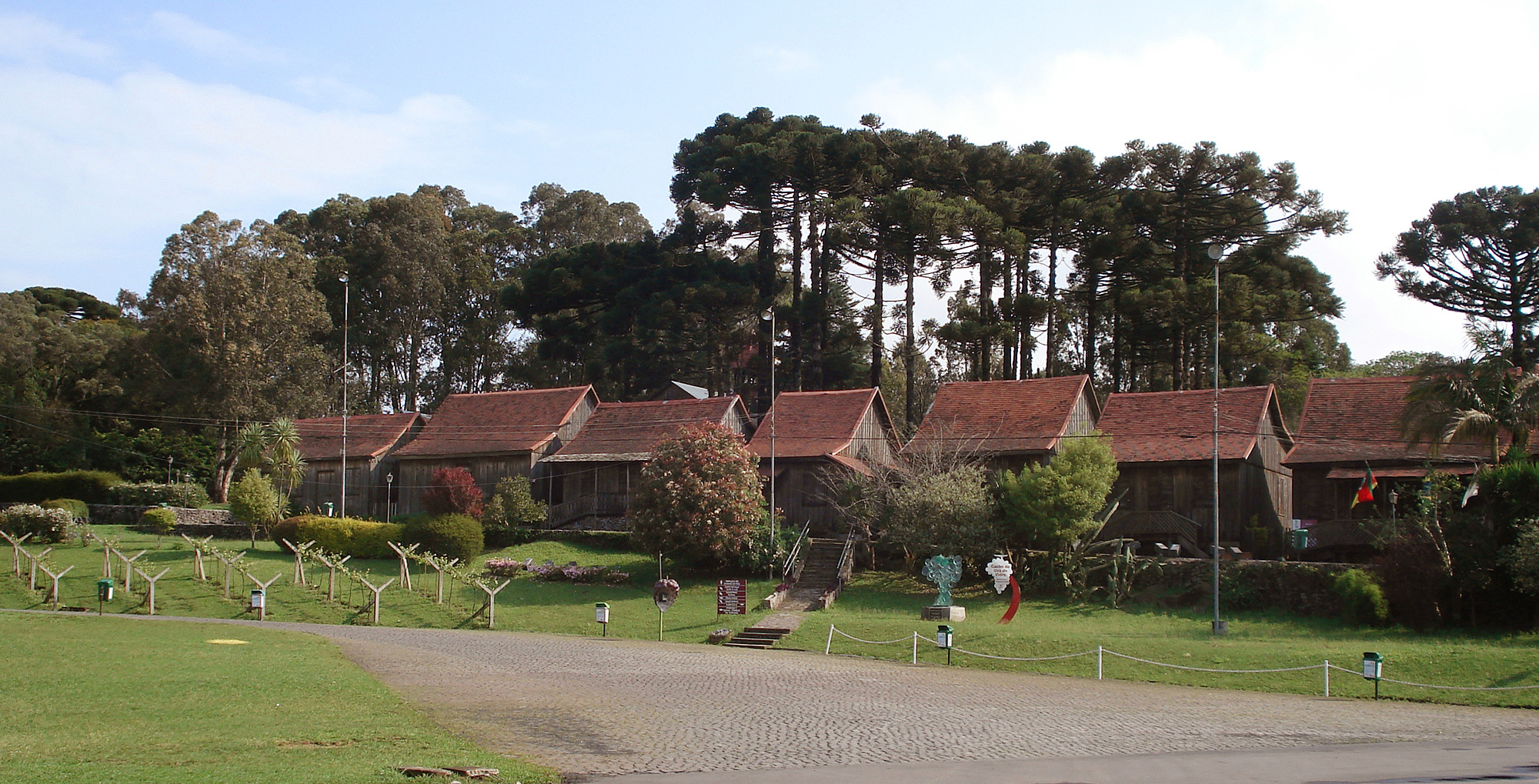
Обычная венецианская община в южной Бразилии.

### Юго-восточная Бразилия

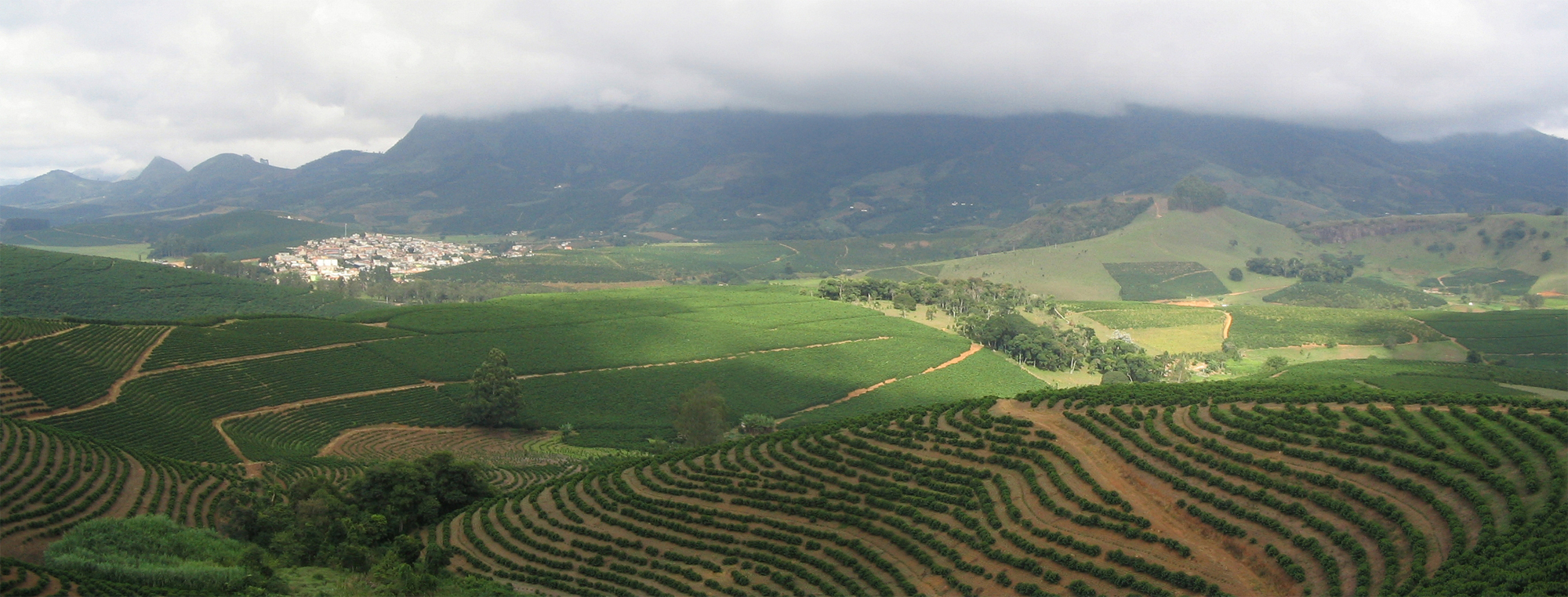
Кофейная плантация итальянцев в штате Минас-Жерайс.

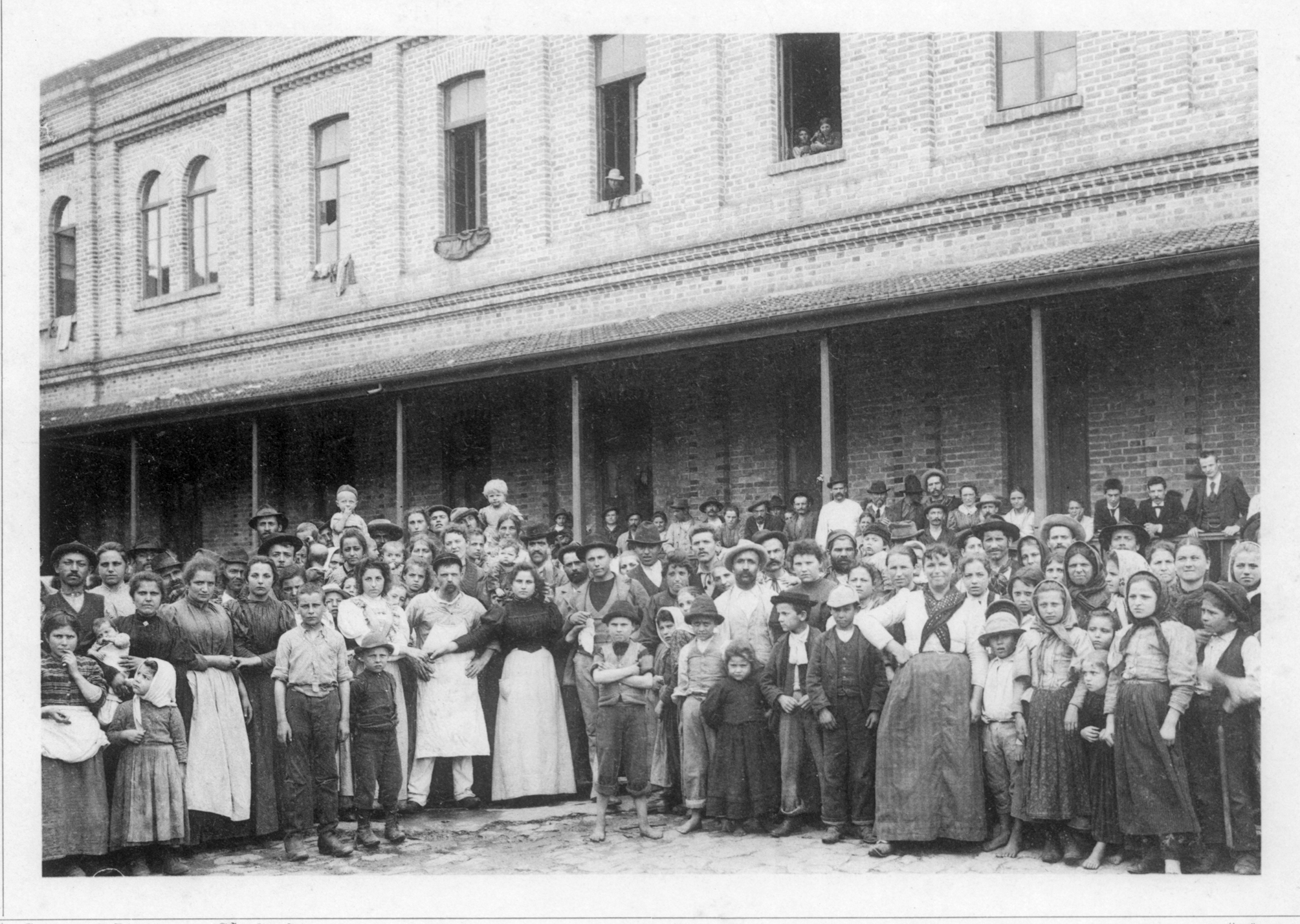
Итальянские иммигранты на фабрике в Сан-Паулу.

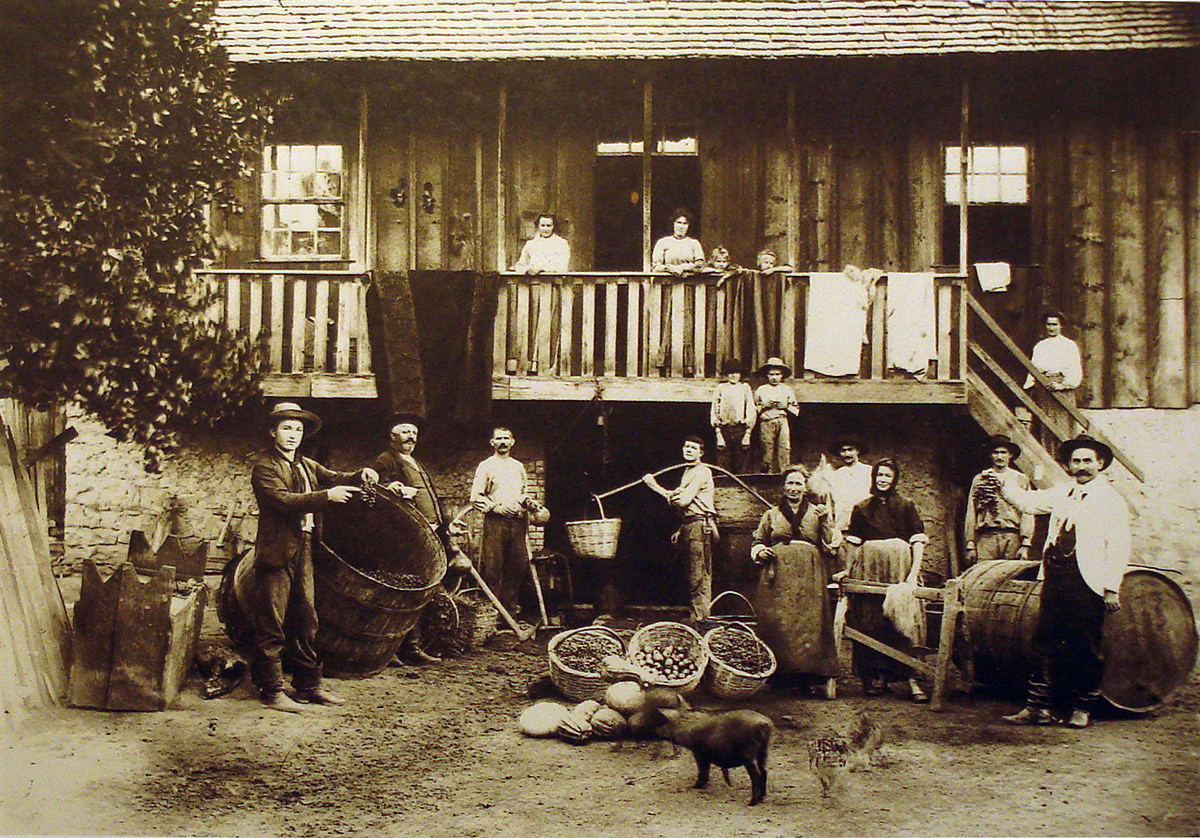
Италобразильские фермеры в 1918 г.

## Полурабство и сокращение иммиграции

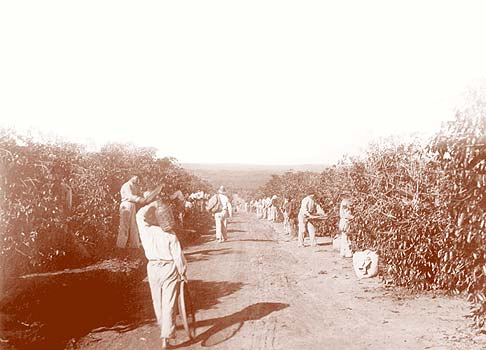
Итальянцы на бразильских кофейных плантациях.

## Статистика
| Прибытие итальянских иммигрантов в Бразилию по периодам (источник: IBGE) | Прибытие итальянских иммигрантов в Бразилию по периодам (источник: IBGE) | Прибытие итальянских иммигрантов в Бразилию по периодам (источник: IBGE) | Прибытие итальянских иммигрантов в Бразилию по периодам (источник: IBGE) | Прибытие итальянских иммигрантов в Бразилию по периодам (источник: IBGE) | Прибытие итальянских иммигрантов в Бразилию по периодам (источник: IBGE) | Прибытие итальянских иммигрантов в Бразилию по периодам (источник: IBGE) | Прибытие итальянских иммигрантов в Бразилию по периодам (источник: IBGE) | Прибытие итальянских иммигрантов в Бразилию по периодам (источник: IBGE) | Прибытие итальянских иммигрантов в Бразилию по периодам (источник: IBGE) |
| 1884—1893                                                                | 1894-1903                                                                | 1904-1913                                                                | 1914-1923                                                                | 1924-1933                                                                | 1934-1944                                                                | 1945-1949                                                                | 1950-1954                                                                | 1955-1959                                                                |                                                                          |
| ------------------------------------------------------------------------ | ------------------------------------------------------------------------ | ------------------------------------------------------------------------ | ------------------------------------------------------------------------ | ------------------------------------------------------------------------ | ------------------------------------------------------------------------ | ------------------------------------------------------------------------ | ------------------------------------------------------------------------ | ------------------------------------------------------------------------ | ------------------------------------------------------------------------ |
| 510,533                                                                  | 537,784                                                                  | 196,521                                                                  | 86,320                                                                   | 70,177                                                                   | 15,312                                                                   | N/A                                                                      | 59,785                                                                   | 31,263                                                                   |                                                                          |

## Влияние итальянцев на Бразилию
Уроженцы Бела-Оризонти итальянского происхождения братья Макс и Игор Кавалера основали группу Sepultura.